# Liste des conseillers nationaux du canton de Glaris
Cette page liste les représentants du canton de Glaris au Conseil national depuis la création de l'État fédéral en 1848.

## Abréviations des partis
- PBD : Parti bourgeois démocratique
- DEM : Parti démocratique suisse
- PRD : Parti radical-démocratique
- PSS : Parti socialiste suisse
- UDC : Union démocratique du centre

Autres tendances et mouvements politiques :
- CL : Centre libéral
- GD : Gauche démocratique
- GL : Gauche libérale

## Liste
| Nom                | Parti  | Mandat    | Né   | Mort |
| ------------------ | ------ | --------- | ---- | ---- |
| David Baumgartner  | PSS    | 1965–1978 | 1908 | 1999 |
| Eduard Blumer      | GD/DEM | 1899–1925 | 1848 | 1925 |
| Rudolf Gallati     | CL/PRD | 1887–1904 | 1845 | 1904 |
| Rudolf Gallati jr. | PRD    | 1935–1943 | 1880 | 1943 |
| Jacques Glarner    | PRD    | 1959–1970 | 1908 | 1974 |
| Alfred Heer        | PRD    | 1970–1971 | 1917 | 1999 |
| Joachim Heer       | CL     | 1857–1875 | 1825 | 1879 |
| Fritz Hösli        | UDC    | 1978–1991 | 1922 | 2002 |
| Caspar Jenny       | GL     | 1848–1859 | 1812 | 1860 |
| Heinrich Jenny     | PRD    | 1914–1935 | 1861 | 1937 |
| Peter Jenny        | GL     | 1866–1872 | 1824 | 1879 |
| Peter Jenny        | CL     | 1859–1866 | 1800 | 1874 |
| Franz Landolt      | PSS    | 1959–1965 | 1901 | 1965 |
| Martin Landolt     | PBD    | 2009–     | 1968 |      |
| David Legler       | DEM    | 1904–1914 | 1849 | 1920 |
| Werner Marti       | PSS    | 1991–2008 | 1957 |      |
| Christian Meier    | PSS    | 1943–1959 | 1889 | 1959 |
| Charles Mercier    | CL     | 1884–1887 | 1844 | 1889 |
| Kaspar Schindler   | GD     | 1884–1898 | 1832 | 1898 |
| Hans Schuler       | PRD    | 1946–1959 | 1899 | 1977 |
| Hans Trümpy        | DEM    | 1937–1943 | 1891 | 1974 |
| Johannes Trümpy    | CL     | 1851–1857 | 1798 | 1861 |
| Niklaus Tschudi    | GL     | 1872–1884 | 1814 | 1892 |
| Rudolf Tschudy     | DEM    | 1925–1937 | 1878 | 1937 |
| Esajas Zweifel     | CL     | 1876–1884 | 1827 | 1904 |
| Ludwig Zweifel     | PRD    | 1943–1946 | 1888 | 1953 |

## Sources
- (de) Cet article est partiellement ou en totalité issu de l’article de Wikipédia en allemand intitulé « Liste der Nationalräte des Kantons Glarus » (voir la liste des auteurs).
- « Banque de données recensant les membres des conseils depuis 1848 », Parlement suisse